# 长花帚菊
长花帚菊（学名：Pertya glabrescens）为菊科帚菊属的植物。分布在日本以及中国大陆的福建、江西等地，多生于干燥林缘以及疏林中，目前尚未由人工引种栽培。